# Daşoguz
Daşoguz, dříve známý jako Tashauz (do roku 1992; rusky: Ташауз) a Dashkhovuz (1992–1999; rusky : Дашховуз), je město v severním Turkmenistánu a hlavní město Provincie Daşoguz. Hranice s Uzbekistánem je vzdálená přibližně 10 km.

## Geografie
Nachází se na 41°49′59″ s. š., 59°58′ v. d., v průměru 88 metrů nad mořem. Je vzdálen přibližně 76,7 km od Nukusu v Uzbekistánu a 460 km od Ašchabadu.

## Demografické údaje
| 1926  | 1939   | 1959   | 1970   | 1979   | 1991    | 1995    | 2005    | 2009    |
| ----- | ------ | ------ | ------ | ------ | ------- | ------- | ------- | ------- |
| 4 000 | 15 000 | 38 000 | 63 000 | 83 750 | 111 700 | 141 800 | 199 500 | 227 184 |

Ve městě Daşoguz žije přibližně 227 000 obyvatel (2009). Národnost je především turkmenská a uzbecká, s menším počtem přítomných Rusů, Korejců, Karakalpaků a Tatarů. Velký počet osob byl násilně vysídlen bývalým prezidentem Saparmurat Niyazovem a přesídlen do zemí sousedících s městem.

## Doprava
Město leží na železnici Makat–Türkmenabat, ke které se připojuje železnice Ašchabad–Daşoguz. Bezprostředně na východ od města překračuje hranici s Uzbekistánem železniční trať do Türkmenabátu. Jihozápadně od centra města se nachází mezinárodní letiště Daşoguz.

## Sport
Město má 2 stadiony: Sportovní komplex Daşoguz a Garaşsyzlykův Stadion.

## Osobnosti
- Balysch Owesov (1915–1975), Sovětsko-Turkmenský politik
- Hudaýberdi Orazov (* 1951), Turkmenský politik
- Mesgen Amanov (* 1986), Turkemnský šachista
- Zafar Babajanov (* 1987), Turkemnský fotbalista